# Saskatchewan (ancienne circonscription fédérale)
Pour les articles homonymes, voir Saskatchewan (homonymie).

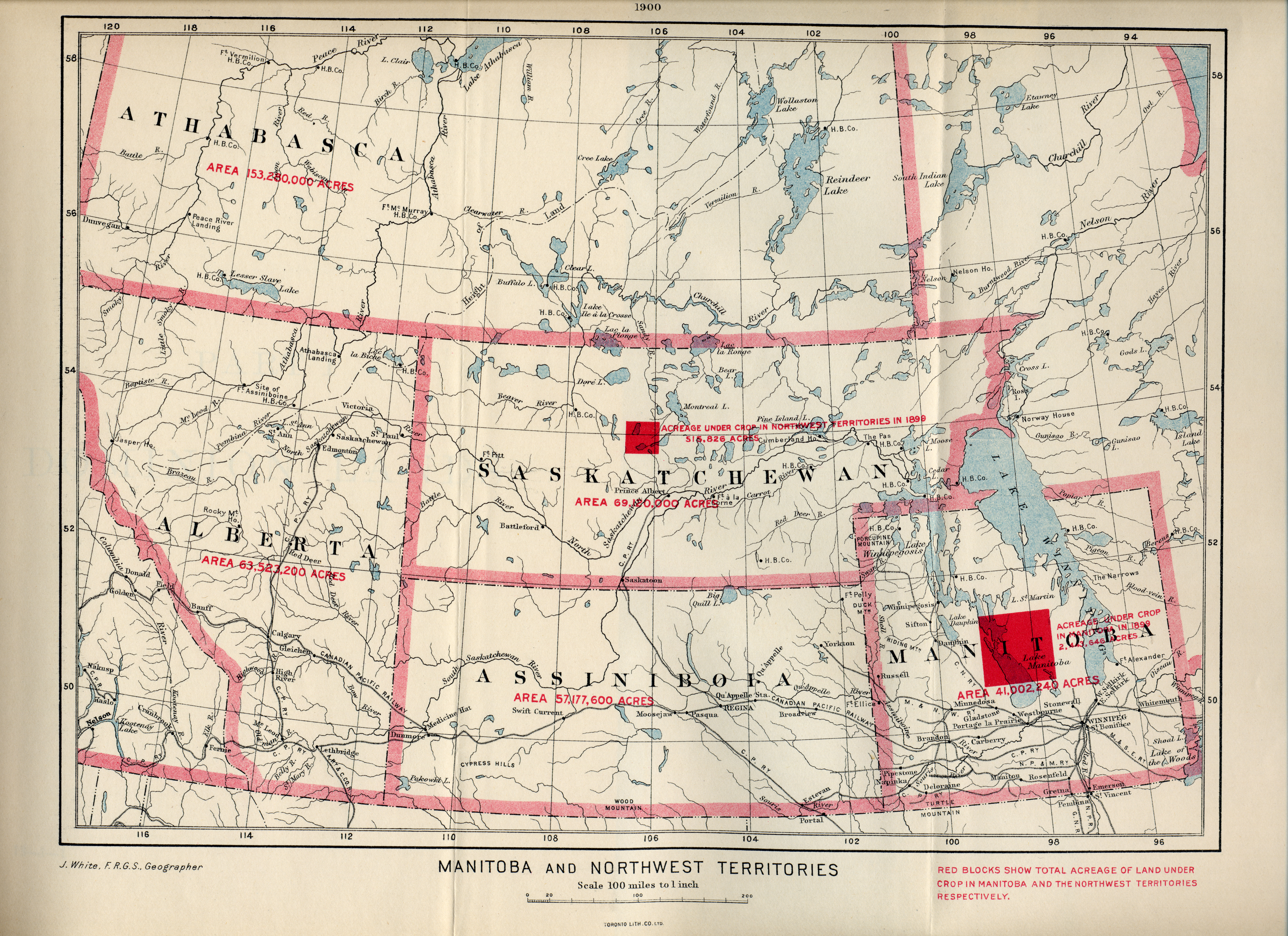
Carte de 1900 montrant les limites des districts d'Athabasca, d'Alberta, d'Assiniboia et de Saskatchewan

Saskatchewan fut une circonscription électorale fédérale d'abord des Territoires du Nord-Ouest et ensuite de la Saskatchewan, représentée de 1887 à 1908.
La circonscription de Saskatchewan a été créée en 1886. La circonscription en devint une de la Saskatchewan lorsque cette dernière entra dans la Confédération canadienne et 1905. Abolie en 1907, elle fut redistribuée parmi Battleford, Prince Albert et Saskatoon.

## Députés
1. 1887-1896 — Day Hort MacDowall (en), CON
2. 1896-1896 — Wilfrid Laurier, PLC
3. 1896-1904 — Thomas Osborne Davis (en), PLC
4. 1904-1906 — John Henderson Lamont (en), PLC
5. 1906-1908 — George Ewan McCraney (en), PLC

- CON = Parti conservateur du Canada (ancien)
- PLC = Parti libéral du Canada